# Abezethibou
Abezethibou, Abezethibod lub Abezi-Thibod jest upadłym aniołem zamienionym w demona opisanym w pseudoepigrafie Testament Salomona. Po jego upadku z nieba, poszedł za Belzebubem i stał się ważnym demonem w Piekle. Po jego zdradzie zostaje mu jedno czerwone skrzydło. Udał się do Egiptu, gdzie sprawił, że faraon stał się okrutnym człowiekiem i podżegał Egipcjan do ścigania uciekających izraelskich niewolników. Robiąc to, topi się wraz z armią w Morzu Czerwonym i zostaje uwięziony w słupie wody, chociaż Belzebub twierdzi, że wróci po dalszy podbój.

## Przedstawienie wTestamencie Salomona
W Testamencie Salomona Abezethibou ukazuje się królowi Salomonowi. Informuje go, iż kiedyś zasiadał w Amelouth, miejscu, które opisał jako „Pierwsze Niebo”. Po jego upadku wędrował po Egipcie i sprzeciwiał się Mojżeszowi, zwrócił faraona przeciwko Egiptowi i wyruszył z armią egipską w pościg za Izraelitami. Kiedy rozdzielone Morze Czerwone spada na Egipcjan, Abezethibou zostaje uwięziony w wodzie, dopóki demon Ephippas nie przybywa, aby zabrać go do króla Salomona. Salomon zmusza demona do pracy, nakazując mu podtrzymywanie ogromnego słupa, który musi pozostać zawieszony w powietrzu aż do końca świata. W kontaktach z nim Abezethibou jawi się raczej jako dumny towarzysz, wymagający szczególnego szacunku od biblijnego monarchy, ponieważ jest on pomiotem archanioła. Twierdzi, że jego ojcem jest Belzebub.